# Seznam měst na Svatém Tomáši a Princově ostrově
Toto je seznam měst na Svatém Tomáši a Princově ostrově.
Zdaleka největší aglomerací na Svatém Tomáši a Princově ostrově je São Tomé, kde 1. ledna 2005 žilo 62 174 obyvatel, což představuje asi 40% obyvatelstva celé země.
V následující tabulce jsou uvedena města nad 300 obyvatel, výsledky sčítání obyvatelstva z 4. srpna 1991 a 25. srpna 2001, odhady počtu obyvatel k 1. lednu 2005 a distrikty, do nichž města náleží. Počet obyvatel se vztahuje na vlastní město bez předměstí. Města jsou seřazena podle velikosti.
| Města na Svatém Tomáši a Princově ostrově |                |                |                |                |             |
| #                                         | Město          | Počet obyvatel | Počet obyvatel | Počet obyvatel | Distrikt    |
| #                                         | Město          | sčítání 1991   | sčítání 2001   | odhad 2005     | Distrikt    |
| 1.                                        | São Tomé       | 42 331         | 49 957         | 56 166         | Água Grande |
| 2.                                        | Santo Amaro    | 5 878          | n/a            | 8 239          | Lobata      |
| 3.                                        | Neves          | 5 919          | 6 635          | 7 392          | Lembá       |
| 4.                                        | Santana        | 6 190          | 6 228          | 6 969          | Cantagalo   |
| 5.                                        | Trindade       | n/a            | 6 049          | 6 636          | Mé-Zochi    |
| 6.                                        | Santa Cruz     | n/a            | 1 862          | 2 045          | Caué        |
| 7.                                        | Pantufo        | n/a            | 1 929          | 2 169          | Água Grande |
| 8.                                        | Guadalupe      | n/a            | 1 543          | 1 734          | Lobata      |
| 9.                                        | Santo António  | 1 000          | 1 010          | 1 156          | Pagué       |
| 10.                                       | Santa Catarina | n/a            | n/a            | 971            | Lembá       |
| 11.                                       | Porto Alegre   | n/a            | n/a            | 334            | Caué        |